# 2021-es Formula–1 mexikóvárosi nagydíj
A mexikóvárosi nagydíj a 2021-es Formula–1 világbajnokság tizennyolcadik futama, amelyet 2021. november 5. és november 7. között rendeztek meg az Autódromo Hermanos Rodríguez versenypályán, Mexikóvárosban.

## Választható keverékek
| Abroncs              | Friss | Használt |
| -------------------- | ----- | -------- |
| Kemény keverék (C2)  |       |          |
| Közepes keverék (C3) |       |          |
| Lágy keverék (C4)    |       |          |
| Átmeneti esőgumi (I) |       |          |
| Teljes esőgumi (W)   |       |          |

## Szabadedzések

### Első szabadedzés
A mexikóvárosi nagydíj első szabadedzését november 5-én, pénteken délelőtt tartották meg, magyar idő szerint 18:30-tól.
| helyezés | versenyző          | csapat/motor          | elért idő | különbség | futott kör |
| -------- | ------------------ | --------------------- | --------- | --------- | ---------- |
| 1        | Valtteri Bottas    | Mercedes              | 1:18,341  | –         | 28         |
| 2        | Lewis Hamilton     | Mercedes              | 1:18,417  | +0,076    | 24         |
| 3        | Max Verstappen     | Red Bull-Honda        | 1:18,464  | +0,123    | 28         |
| 4        | Sergio Pérez       | Red Bull-Honda        | 1:18,610  | +0,269    | 20         |
| 5        | Pierre Gasly       | AlphaTauri-Honda      | 1:18,985  | +0,644    | 23         |
| 6        | Carlos Sainz Jr.   | Ferrari               | 1:19,463  | +1,122    | 26         |
| 7        | Fernando Alonso    | Alpine-Renault        | 1:19,656  | +1,315    | 26         |
| 8        | Charles Leclerc    | Ferrari               | 1:19,667  | +1,326    | 20         |
| 9        | Esteban Ocon       | Alpine-Renault        | 1:19,759  | +1,418    | 20         |
| 10       | Sebastian Vettel   | Aston Martin-Mercedes | 1:19,858  | +1,517    | 27         |
| 11       | Cunoda Júki        | AlphaTauri-Honda      | 1:20,011  | +1,670    | 30         |
| 12       | Kimi Räikkönen     | Alfa Romeo-Ferrari    | 1:20,026  | +1,685    | 26         |
| 13       | Lance Stroll       | Aston Martin-Mercedes | 1:20,030  | +1,689    | 27         |
| 14       | Daniel Ricciardo   | McLaren-Mercedes      | 1:20,273  | +1,932    | 25         |
| 15       | Lando Norris       | McLaren-Mercedes      | 1:20,301  | +1,960    | 26         |
| 16       | Antonio Giovinazzi | Alfa Romeo-Ferrari    | 1:20,344  | +2,003    | 27         |
| 17       | George Russell     | Williams-Mercedes     | 1:20,517  | +2,176    | 23         |
| 18       | Nicholas Latifi    | Williams-Mercedes     | 1:21,580  | +3,239    | 23         |
| 19       | Mick Schumacher    | Haas-Ferrari          | 1:22,144  | +3,803    | 27         |
| 20       | Nyikita Mazepin    | Haas-Ferrari          | 1:22,819  | +4,478    | 24         |

### Második szabadedzés
A mexikóvárosi nagydíj második szabadedzését november 5-én, pénteken délután tartották meg, magyar idő szerint 22:00-tól.
| helyezés | versenyző          | csapat/motor          | elért idő  | különbség | futott kör |
| -------- | ------------------ | --------------------- | ---------- | --------- | ---------- |
| 1        | Max Verstappen     | Red Bull-Honda        | 1:17,301   | –         | 28         |
| 2        | Valtteri Bottas    | Mercedes              | 1:17,725   | +0,424    | 31         |
| 3        | Lewis Hamilton     | Mercedes              | 1:17,810   | +0,509    | 26         |
| 4        | Sergio Pérez       | Red Bull-Honda        | 1:17,871   | +0,570    | 26         |
| 5        | Carlos Sainz Jr.   | Ferrari               | 1:18,318   | +1,017    | 29         |
| 6        | Pierre Gasly       | AlphaTauri-Honda      | 1:18,429   | +1,128    | 29         |
| 7        | Charles Leclerc    | Ferrari               | 1:18,605   | +1,304    | 28         |
| 8        | Cunoda Júki        | AlphaTauri-Honda      | 1:18,644   | +1,343    | 31         |
| 9        | Sebastian Vettel   | Aston Martin-Mercedes | 1:18,681   | +1,380    | 32         |
| 10       | Fernando Alonso    | Alpine-Renault        | 1:18,732   | +1,431    | 27         |
| 11       | Kimi Räikkönen     | Alfa Romeo-Ferrari    | 1:18,841   | +1,540    | 25         |
| 12       | Lando Norris       | McLaren-Mercedes      | 1:18,979   | +1,678    | 27         |
| 13       | Antonio Giovinazzi | Alfa Romeo-Ferrari    | 1:19,227   | +1,926    | 31         |
| 14       | Esteban Ocon       | Alpine-Renault        | 1:19,431   | +2,130    | 37         |
| 15       | Daniel Ricciardo   | McLaren-Mercedes      | 1:19,521   | +2,220    | 7          |
| 16       | Mick Schumacher    | Haas-Ferrari          | 1:19,620   | +2,319    | 30         |
| 17       | Lance Stroll       | Aston Martin-Mercedes | 1:19,730   | +2,429    | 36         |
| 18       | Nicholas Latifi    | Williams-Mercedes     | 1:20,820   | +3,519    | 17         |
| 19       | Nyikita Mazepin    | Haas-Ferrari          | 1:21,581   | +4,280    | 28         |
| 20       | George Russell     | Williams-Mercedes     | idő nélkül |           | 2          |

### Harmadik szabadedzés
A mexikóvárosi nagydíj harmadik szabadedzését november 6-án, szombaton délelőtt tartották meg, magyar idő szerint 18:00-tól.
| helyezés | versenyző          | csapat/motor          | elért idő | különbség | futott kör |
| -------- | ------------------ | --------------------- | --------- | --------- | ---------- |
| 1        | Sergio Pérez       | Red Bull-Honda        | 1:17,024  | –         | 15         |
| 2        | Max Verstappen     | Red Bull-Honda        | 1:17,217  | +0,193    | 12         |
| 3        | Lewis Hamilton     | Mercedes              | 1:17,675  | +0,651    | 14         |
| 4        | Valtteri Bottas    | Mercedes              | 1:17,708  | +0,684    | 17         |
| 5        | Carlos Sainz Jr.   | Ferrari               | 1:18,029  | +1,005    | 20         |
| 6        | Cunoda Júki        | AlphaTauri-Honda      | 1:18,037  | +1,013    | 25         |
| 7        | Daniel Ricciardo   | McLaren-Mercedes      | 1:18,121  | +1,097    | 15         |
| 8        | Pierre Gasly       | AlphaTauri-Honda      | 1:18,202  | +1,178    | 18         |
| 9        | Charles Leclerc    | Ferrari               | 1:18,213  | +1,189    | 20         |
| 10       | Lando Norris       | McLaren-Mercedes      | 1:18,312  | +1,288    | 16         |
| 11       | Lance Stroll       | Aston Martin-Mercedes | 1:18,352  | +1,328    | 20         |
| 12       | Kimi Räikkönen     | Alfa Romeo-Ferrari    | 1:18,531  | +1,507    | 22         |
| 13       | Antonio Giovinazzi | Alfa Romeo-Ferrari    | 1:18,556  | +1,532    | 19         |
| 14       | Sebastian Vettel   | Aston Martin-Mercedes | 1:18,614  | +1,590    | 17         |
| 15       | Fernando Alonso    | Alpine-Renault        | 1:18,847  | +1,823    | 15         |
| 16       | Esteban Ocon       | Alpine-Renault        | 1:18,999  | +1,975    | 17         |
| 17       | George Russell     | Williams-Mercedes     | 1:19,211  | +2,187    | 19         |
| 18       | Mick Schumacher    | Haas-Ferrari          | 1:19,238  | +2,214    | 14         |
| 19       | Nicholas Latifi    | Williams-Mercedes     | 1:19,313  | +2,289    | 12         |
| 20       | Nyikita Mazepin    | Haas-Ferrari          | 1:20,479  | +3,455    | 15         |

## Időmérő edzés
A mexikóvárosi nagydíj időmérő edzését november 6-án, szombaton délután futották, magyar idő szerint 21:00-tól.
| helyezés              | rajtszám | versenyző          | csapat/motor          | 1. rész  | 2. rész  | 3. rész  | rajthely | futott kör |
| --------------------- | -------- | ------------------ | --------------------- | -------- | -------- | -------- | -------- | ---------- |
| 1                     | 77       | Valtteri Bottas    | Mercedes              | 1:16,727 | 1:16,864 | 1:15,875 | 1        | 23         |
| 2                     | 44       | Lewis Hamilton     | Mercedes              | 1:17,207 | 1:16,474 | 1:16,020 | 2        | 22         |
| 3                     | 33       | Max Verstappen     | Red Bull-Honda        | 1:16,788 | 1:16,483 | 1:16,225 | 3        | 18         |
| 4                     | 11       | Sergio Pérez       | Red Bull-Honda        | 1:17,003 | 1:17,055 | 1:16,343 | 4        | 18         |
| 5                     | 10       | Pierre Gasly       | AlphaTauri-Honda      | 1:16,908 | 1:16,955 | 1:16,456 | 5        | 22         |
| 6                     | 55       | Carlos Sainz Jr.   | Ferrari               | 1:17,517 | 1:17,248 | 1:16,761 | 6        | 23         |
| 7                     | 3        | Daniel Ricciardo   | McLaren-Mercedes      | 1:17,719 | 1:17,092 | 1:16,763 | 7        | 17         |
| 8                     | 16       | Charles Leclerc    | Ferrari               | 1:16,748 | 1:17,034 | 1:16,837 | 8        | 22         |
| 9                     | 22       | Cunoda Júki        | AlphaTauri-Honda      | 1:17,330 | 1:16,701 | 1:17,158 | 17[a]    | 29         |
| 10                    | 4        | Lando Norris       | McLaren-Mercedes      | 1:17,569 | 1:17,473 | 1:36,830 | 18[b]    | 19         |
| 11                    | 5        | Sebastian Vettel   | Aston Martin-Mercedes | 1:17,502 | 1:17,746 |          | 9        | 16         |
| 12                    | 7        | Kimi Räikkönen     | Alfa Romeo-Ferrari    | 1:17,606 | 1:17,958 |          | 10       | 18         |
| 13                    | 63       | George Russell     | Williams-Mercedes     | 1:17,958 | 1:18,172 |          | 16[c]    | 13         |
| 14                    | 99       | Antonio Giovinazzi | Alfa Romeo-Ferrari    | 1:17,897 | 1:18,290 |          | 11       | 15         |
| 15                    | 31       | Esteban Ocon       | Alpine-Renault        | 1:18,126 | 1:18,405 |          | 19[d]    | 13         |
| 16                    | 14       | Fernando Alonso    | Alpine-Renault        | 1:18,452 |          |          | 12       | 7          |
| 17                    | 6        | Nicholas Latifi    | Williams-Mercedes     | 1:18,756 |          |          | 13       | 8          |
| 18                    | 47       | Mick Schumacher    | Haas-Ferrari          | 1:18,858 |          |          | 14       | 9          |
| 19                    | 9        | Nyikita Mazepin    | Haas-Ferrari          | 1:19,303 |          |          | 15       | 9          |
| 20                    | 18       | Lance Stroll       | Aston Martin-Mercedes | 1:20,873 |          |          | 20[e]    | 3          |
| 107%-os idő: 1:22,097 |          |                    |                       |          |          |          |          |            |

- ↑ a:  Cunoda Júki autójában belsőégésű-motort és turbót cseréltek, ezért a versenyt a mezőny végéről kell megkezdje.
- ↑ b:  Lando Norris autójában motort cseréltek, ezért a versenyt a mezőny végéről kellett megkezdje.[4]
- ↑ c:  George Russell autójában váltót cseréltek, ezért öt rajthelyes büntetést kapott.[5]
- ↑ d:  Esteban Ocon autójában motort cseréltek, ezért a versenyt a mezőny végéről kellett megkezdje.[6]
- ↑ e:  Lance Stroll autójában belsőégésű-motort és turbót cseréltek, ezért a versenyt a mezőny végéről kell megkezdje, valamint váltót cseréltek, ezért öt rajthelyes büntetést is kapott.[7][8]

## Futam
A mexikóvárosi nagydíj futama november 7-én, vasárnap rajtolt, magyar idő szerint 20:00-kor.
| helyezés | rajtszám | versenyző          | csapat/motor          | futott kör | idő/kiesés oka | rajthely | pont |
| -------- | -------- | ------------------ | --------------------- | ---------- | -------------- | -------- | ---- |
| 1        | 33       | Max Verstappen     | Red Bull-Honda        | 71         | 1:38:39,086    | 3        | 25   |
| 2        | 44       | Lewis Hamilton     | Mercedes              | 71         | +16,555        | 2        | 18   |
| 3        | 11       | Sergio Pérez       | Red Bull-Honda        | 71         | +17,752        | 4        | 15   |
| 4        | 10       | Pierre Gasly       | AlphaTauri-Honda      | 71         | +1:03,845      | 5        | 12   |
| 5        | 16       | Charles Leclerc    | Ferrari               | 71         | +1:21,037      | 8        | 10   |
| 6        | 55       | Carlos Sainz Jr.   | Ferrari               | 70         | +1 kör         | 6        | 8    |
| 7        | 5        | Sebastian Vettel   | Aston Martin-Mercedes | 70         | +1 kör         | 9        | 6    |
| 8        | 7        | Kimi Räikkönen     | Alfa Romeo-Ferrari    | 70         | +1 kör         | 10       | 4    |
| 9        | 14       | Fernando Alonso    | Alpine-Renault        | 70         | +1 kör         | 12       | 2    |
| 10       | 4        | Lando Norris       | McLaren-Mercedes      | 70         | +1 kör         | 18       | 1    |
| 11       | 99       | Antonio Giovinazzi | Alfa Romeo-Ferrari    | 70         | +1 kör         | 11       |      |
| 12       | 3        | Daniel Ricciardo   | McLaren-Mercedes      | 70         | +1 kör         | 7        |      |
| 13       | 31       | Esteban Ocon       | Alpine-Renault        | 70         | +1 kör         | 19       |      |
| 14       | 18       | Lance Stroll       | Aston Martin-Mercedes | 69         | +2 kör         | 20       |      |
| 15       | 77       | Valtteri Bottas    | Mercedes              | 69         | +2 kör         | 1        |      |
| 16       | 63       | George Russell     | Williams-Mercedes     | 69         | +2 kör         | 16       |      |
| 17       | 6        | Nicholas Latifi    | Williams-Mercedes     | 69         | +2 kör         | 13       |      |
| 18       | 9        | Nyikita Mazepin    | Haas-Ferrari          | 68         | +3 kör         | 15       |      |
| Ki       | 47       | Mick Schumacher    | Haas-Ferrari          | 0          | baleset        | 14       |      |
| Ki       | 22       | Cunoda Júki        | AlphaTauri-Honda      | 0          | baleset        | 17       |      |

## A világbajnokság állása a verseny után
| H   | Versenyzők       | Pont  | H   | Konstruktőrök         | Pont  |
| --- | ---------------- | ----- | --- | --------------------- | ----- |
| 1.  | Max Verstappen   | 312,5 | 1.  | Mercedes              | 478,5 |
| 2.  | Lewis Hamilton   | 293,5 | 2.  | Red Bull-Honda        | 477,5 |
| 3.  | Valtteri Bottas  | 185   | 3.  | Ferrari               | 268,5 |
| 4.  | Sergio Pérez     | 165   | 4.  | McLaren-Mercedes      | 255   |
| 5.  | Lando Norris     | 150   | 5.  | Alpine-Renault        | 106   |
| 6.  | Charles Leclerc  | 138   | 6.  | AlphaTauri-Honda      | 106   |
| 7.  | Carlos Sainz Jr. | 130,5 | 7.  | Aston Martin-Mercedes | 68    |
| 8.  | Daniel Ricciardo | 105   | 8.  | Williams-Mercedes     | 23    |
| 9.  | Pierre Gasly     | 86    | 9.  | Alfa Romeo-Ferrari    | 11    |
| 10. | Fernando Alonso  | 60    | 10. | Haas-Ferrari          | 0     |

(A teljes táblázat)

## Statisztikák
- Vezető helyen:
  - Max Verstappen 64 kör (1–33 és 41–71)
  - Sergio Pérez 7 kör (34–40)
- Valtteri Bottas 19. pole-pozíciója és 19. versenyben futott leggyorsabb köre.
- Max Verstappen 19. győzelme.
- Max Verstappen 56., Lewis Hamilton 178., és Sergio Pérez 15. dobogós helyezése.
- A Red Bull Racing 74. futamgyőzelme.